# Notiophilus nemoralis
Notiophilus nemoralis är en skalbaggsart som beskrevs av Henry Clinton Fall. Notiophilus nemoralis ingår i släktet Notiophilus och familjen jordlöpare. Inga underarter finns listade i Catalogue of Life.